# II. Szarenput
II. Szarenput (z3-rnp.wt; „Az évek fia”), más néven Nubkaurénaht (nbw-k3.w-rˁ-nḫt, „Nubkauré [=II. Amenemhat] erős”) ókori egyiptomi hivatalnok volt a XII. dinasztia idején; a felső-egyiptomi 1. nomosz kormányzója és Elephantiné polgármestere, valamint Szatet és Hnum papjainak elöljárója II. Amenemhat, II. Szenuszert és III. Szenuszert uralkodása alatt.

## Családja és pályafutása
Apja Khema volt, Elephantiné polgármestere II. Amenemhat alatt; anyja Szatethotep. Nagybátyja volt I. Szarenput nomoszkormányzó.
Öccse, Semai háborítatlan sírját 2017 márciusában fedezték fel a Jénai Egyetem kutatói Asszuán mellett, Kubbet el-Hawában, Szarenput sírja közelében. Semai múmiáját és gyönyörű halotti maszkját is megtalálták. Szarenputnak egy lánya ismert, Szattjeni, akinek két későbbi elephantinéi kormányzó, Ameniszeneb és III. Hekaib is a fia, valamint egy fia, Anhu, akit ábrázolnak sírjában.
Szarenput címei többek közt a következők voltak: Felső-Egyiptom első nomoszának, Ta-Szetinek a kormányzója, Elephantiné polgármestere, főpap, Szatet és Hnum papjainak elöljárója és a déli földek szűk kapuja határőreinek vezetője. A nomoszkormányzói pozíciót II. Szenuszert negyedik uralkodási évétől legalább III. Szenuszert nyolcadik évéig töltötte be.
Elődjeihez hasonlóan Szarenput is bővítette a VI. dinasztia idején élt, később helyi istenségként tisztelt Hekaib kormányzó szentélyét; II. Szenuszert negyedik uralkodási évében építtetett hozzá két szentélyt, apja, Khema és saját maga számára is, szobraikkal. Khema és Szarenput szobra stilisztikailag eltérő; Khemáé idealizált, tipikusan II. Amenemhat kori, Szarenputé pedig kifejezőbb, valósághűbb és részletesebb, ami a II. Szenuszert korában uralkodó stílust tükrözi. Mindkét szobor a középbirodalmi szobrászat kiemelkedő alkotásának számít. Szarenputnak még egy szobra fennmaradt, ez valószínűleg sírjából származik és stílusát illetően II. Amenemhat kori.
A British Museumban egy sztélé is fennmaradt, amely III. Szenuszert uralkodására datálódik és említi Nubkaurénaht polgármestert; valószínűleg ezen is II. Szarenputról van szó.

## Sírja
II. Szarenput sírja, a 31-es számú sír Kubbet el-Hawa legnagyobb, legszebb és legjobb állapotban fennmaradt sírja. Ő az utolsó elephantinéi polgármester, akinek nagy, díszített sziklasír készült. A sziklába vájt előudvar után egy folyosó nagy, díszítetlen csarnokba vezet, melynek mennyezetét hat oszlop tartja. Kilenc lépcsőfok vezet lefelé, majd újabb folyosó következik, melynek mindkét oldalán falfülkékben három, Szarenputot Oziriszként ábrázoló (múmiaforma) szobor látható, melyek fehérben, fekete arccal vagy az élőkre jellemző vöröses arcszínnel ábrázolják a kormányzót. A falfülkék közt a festett falon hétköznapi jelenetek láthatóak. A folyosó után a belső, négyoszlopos csarnok következik, melyben egy falfülkében a sírtulajdonos graniodiorit szobra állt (ennek maradványai ma a British Museumban, EA98). Az oszlopok oldalán Szarenput hivatali és papi funkcióival kapcsolatos szövegek olvashatóak. A kis helyiségből balra és jobbra is díszítetlen kamra nyílik.
A sírnak csak a szoborfülkéjét és a belső kamra pár oszlopát díszítették, ezek azonban élénk színekkel festett, részletes jelenetek, melyek főleg Szarenputot ábrázolják. A szoborfülkében lévő díszítés jó állapotban fennmaradt, a sírtulajdonost a kép ülve ábrázolja, amint áldozati asztal előtt ül, az asztal túloldalán fia, Anhu térdel, aki lótuszvirágot nyújt apjának.

## Fordítás
- Ez a szócikk részben vagy egészben  a   Sarenput II című angol Wikipédia-szócikk ezen változatának fordításán alapul.  Az eredeti cikk szerkesztőit annak laptörténete sorolja fel. Ez a jelzés csupán a megfogalmazás eredetét és a szerzői jogokat jelzi, nem szolgál a cikkben szereplő információk forrásmegjelöléseként.
- Ez a szócikk részben vagy egészben  a   Sarenput II. című német Wikipédia-szócikk ezen változatának fordításán alapul.  Az eredeti cikk szerkesztőit annak laptörténete sorolja fel. Ez a jelzés csupán a megfogalmazás eredetét és a szerzői jogokat jelzi, nem szolgál a cikkben szereplő információk forrásmegjelöléseként.

## Külső hivatkozások
- Szarenput sírja (angolul)